# Celestial (Isis)
Celestial è l'album di debutto del gruppo post-rock/sludge metal statunitense Isis, pubblicato il 3 aprile 2000 presso la Escape Artist e la Hydrahead Records, etichetta di Aaron Turner, frontman della band.

## Tracce
1. SGNL>01 – 0:55
2. Celestial (The Tower) – 9:42
3. Glisten – 6:35
4. Swarm Reigns (Down) – 6:02
5. SGNL>02 – 0:51
6. Deconstructing Towers – 7:30
7. SGNL>03 – 0:35
8. Collapse and Crush – 5:55
9. C.F.T. (New Circuitry and Continued Evolution) – 5:43
10. Gentle Time – 7:02
11. SGNL>04 (End Transmission) – 1:07